# Yahya El Mashad
Yahya El Mashad (en árabe: يحيى المشد‎: يحيى المشد; 1932–14 de junio de 1980) fue un científico nuclear egipcio que encabezó el programa nuclear iraquí. Fue asesinado en una habitación de hotel en París en junio de 1980, en una operación generalmente atribuida al Mossad.

## Biografía
Nació en Banha, Egipto en 1932. Se educó en Tanta y se graduó en el Departamento de Ingeniería Eléctrica en la Facultad de Ingeniería de la Universidad de Alejandría en 1952. Se trasladó a Londres en 1956 para realizar un doctorado, pero debido a la crisis del canal de Suez finalmente completó sus estudios en Moscú. Vivió aproximadamente seis años en la Unión Soviética antes de regresar a Egipto en 1964 para aceptar un profesorado en ingeniería nuclear en la Universidad de Alejandría.

## Carrera
El Mashad se unió a la Autoridad de Energía Atómica egipcia y trabajó como ingeniero nuclear hasta que el programa nuclear egipcio se congeló en 1967 como consecuencia de la guerra de los Seis Días. Entonces viajó a Irak donde dirigió el programa nuclear iraquí, y supervisó el acuerdo de operación nuclear de Irak con Francia.

## Asesinato
El 14 de junio de 1980, El Mashad fue hallado muerto en su habitación en el Le Méridien, un hotel de París. Algunas fuentes declaran que fue encontrado con un corte de garganta y heridas múltiples de arma blanca, mientras que según otras había muerto a golpes. Las autoridades francesas sospecharon de la agencia de inteligencia israelí Mossad, pero sin ninguna prueba. Israel emitió declaraciones inmediatamente después de su muerte, reclamando que el programa nuclear iraquí fuese atrasado, pero negó estar implicado.